# شركة باعظيم التجارية
شركة باعظيم التجارية المعروفة بالاسم المختصر باعظيم هي شركة سعودية مساهمة، مقرها الرياض مُدرجة على السوق المالية السعودية برمز 4051. تأسست في 15 مارس 1975م وتحولت إلى شركة مساهمة مقفلة في عام 2008م. بدأت العمليات الأولية لها في مدينة الرياض في المملكة العربية السعودية كشركة للتجارة العامة وبدأت بالتوسع في جميع مدن السعودية ودول الخليج خلال عام 1980 وأوائل عام 1990م. يتمثل نشاط الشركة في استيراد وتصدير وتجارة الجملة والتجزئة في المواد الغذائية وأدوات النظافة والأداوات المنزلية وأدوات التجميل وفي مواد المباني والأجهزة الصناعية ومعدات تشييد الطرق وكافة أنواع السلع والخدمات وإدارة وصيانة العقارات والمجمعات السكنية وشراء الأراضي والعقارات بهدف تطويرها وتحسينها وتشييد المستودعات عليها.